# Carl Lewis

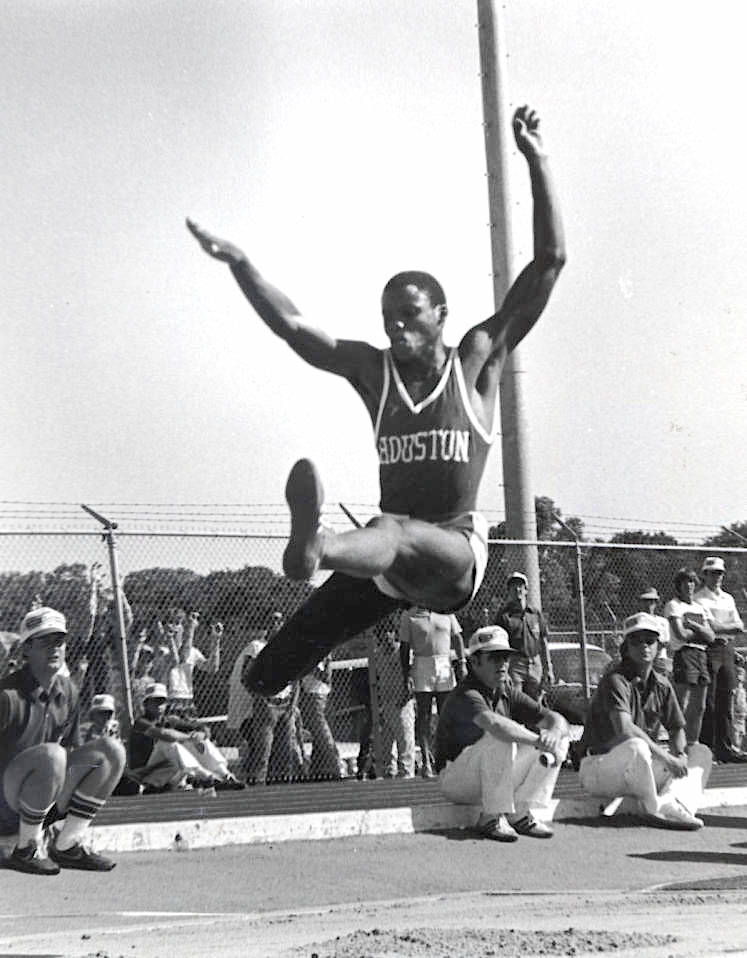
Carl Lewis thi đấu tại đại học Houston

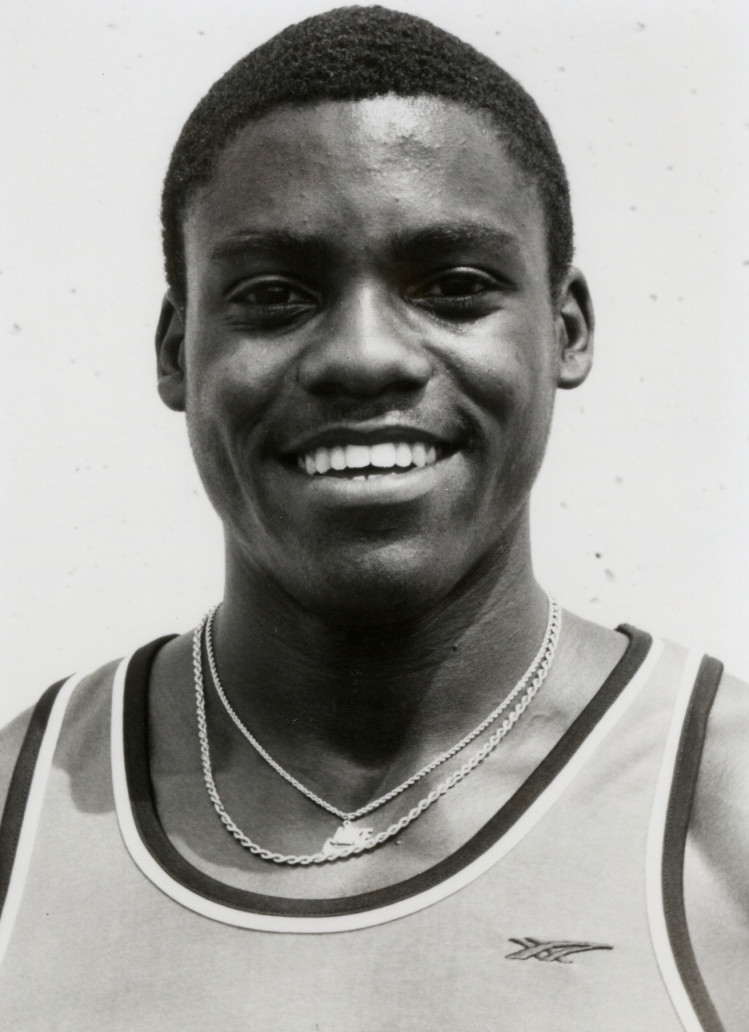
Carl Lewis

Frederick Carlton "Carl" Lewis (sinh 1 tháng 7 năm 1961) là một cựu vận động viên điền kinh người Mỹ và đại sứ thiện chí Liên Hợp Quốc. Ông đã từng giành được 10 huy chương Olympic với 9 huy chương vàng, và 10 huy chương tại giải vô địch thế giới trong đó có 8 huy chương vàng. Sự nghiệp của ông trải dài từ năm 1979 khi lần đầu được xếp hạng thế giới, cho đến năm 1996 khi ông giành được danh hiệu Olympic lần cuối và sau đó thì giải nghệ. Lewis cũng từng là diễn viên và xuất hiện trong một số bộ phim.
Lewis là một vận động viên chạy nhanh và nhảy xa xuất chúng, đã từng thường xuyên đứng vị trí số 1 thế giới trong các nội dung chạy 100m, 200m và nhảy xa từ 1981 cho đến đầu thập niên 90. Ông được Track & Field News phong danh hiệu Vận động viên của năm các năm 1982, 1983 và 1984. Ông cũng từng phá kỷ lục thế giới trong các nội dung chạy 100m và chạy tiếp sức 4 × 100 m và 4 × 200 m. Kỷ lục thế giới của ông về nhảy xa trong nhà vẫn tiếp tục được duy trì từ 1984 đến nay và 65 chiến thắng liên tiếp của ông ở nội dung nhảy xa trong suốt 10 năm là một trong những chuỗi thành tích bất bại dài nhất trong thể thao.